# 無斑腔吻鱈
無斑腔吻鱈（学名：Coelorinchus immaculatus）為輻鰭魚綱鱈形目鼠尾鱈科的其中一種，分布於東南太平洋智利納斯卡海脊與Salay Gomez海脊海域，屬深海底棲性魚類，深度340-780公尺，體長可達32公分，棲息在底層水域，生活習性不明。
其种加词“immaculatus”意为“无斑的”。